# По той бік стіни
По той бік стіни (ісп. Al otro lado del muro) — американський телесеріал 2018 року у жанрі драми, та створений компаніями Argos Comunicación, Telemundo Global Studios. В головних ролях — Марджорі де Соуса, Літсі, Габріель Поррас, Адріана Барраса.
Перша серія вийшла в ефір 21 лютого 2018 року.
Серіал має 1 сезон. Завершився 78-м епізодом, який вийшов у ефір 11 червня 2018 року.
Режисер серіалу — Ніколас Ді Блазі, Луїс Манзо.
Сценарист серіалу — Лаура Соса.

## Сюжет
Це історія про два паралельні світи, різні культури, різні погляди на життя. Історія, яка розповідає життя двох жінок, які приїхали жити до США, одна — переслідуючи мрію, інша — втікаючи від кошмару. Софія — дружина губернатора штату дізнається, що її чоловік стоїть на чолі мережі, яка займається викраденням дітей, саме це угруповання фінансувало просування політичними кар'єрними сходами. З іншого боку, Еліза — кондитер за фахом, щаслива домогосподарка. Долі цих, різних жінок, незмінно переплетуться в серіалі, і кожна матиме своє життя по той бік стіни.

## Сезони
| Сезон | Епізоди | Епізоди | Оригінальний показ | Оригінальний показ | Оригінальний показ |
| Сезон | Епізоди | Епізоди | Перший показ       | Останній показ     | Мережа             |
| ----- | ------- | ------- | ------------------ | ------------------ | ------------------ |
| 1     | 78      | 78      | 21 лютого 2018     | 11 червня 2018     | Telemundo          |

## Аудиторія
| Сезон | Серії | Перший ефір         | Перший ефір        | Останній ефір       | Останній ефір      | Середня кількість глядачів (мільйони) |
| Сезон | Серії | Дата                | Глядачі (мільйони) | Дата                | Глядачі (мільйони) | Середня кількість глядачів (мільйони) |
| ----- | ----- | ------------------- | ------------------ | ------------------- | ------------------ | ------------------------------------- |
| 1     | 78    | 21 лютого 2018 року | 1,42               | 11 червня 2018 року | 1,48               | 1,16                                  |

## Актори та ролі
| Актор                        | Роль                      |
| ---------------------------- | ------------------------- |
| Марджорі де Соуса            | Софія                     |
| Літсі                        | Еліза Ромеро              |
| Габріель Поррас              | Ернесто Мартінес          |
| Адріана Барраса              | Кармен Розалес де Ромеро  |
| Уріель дель Торо             | Андрес Суарес             |
| Гільєрмо Іван                | Джоель Бенітез            |
| Габріела Вергара             | Паула Дуарте              |
| Хотан Фернандес              | Макс Салліван             |
| Даніела Баскопе              | Дженніфер Суарес          |
| Ана Марія Еступіньян         | Каріна Салліван           |
| Софія Осоріо                 | Каріна Салліван (дитина)  |
| Маурісіо Новоа               | Томас Салліван            |
| Семюел Садовнік              | Томас Салліван (дитина)   |
| Даніела Вонг                 | Алондра Мартінес          |
| Регіна Оркін                 | Алондра Мартінес (дитина) |
| Хонатан Фреудман             | Хуліан Мартінес           |
| Еммануель Перес/Луїс Антоніо | Хуліан Мартінес (дитина)  |

## Нагороди та номінації
| рік      | Нагорода               | Категорія                                       | Номінований      | Результат |
| -------- | ---------------------- | ----------------------------------------------- | ---------------- | --------- |
| 2019 рік | Міжнародна премія Еммі | Найкраща неангломовна програма США в прайм-тайм | По той бік стіни | Перемога  |